# Älvsta
Älvsta är en småort i Jättendals socken i Nordanstigs kommun, Gävleborgs län.